# Matylda Bonaparte
Matylda Bonaparte (Mathilde-Létizia Wilhelmine Bonaparte, 27. května 1820, Terst – 2. ledna 1904, Paříž) byla princezna francouzská, dcera Jérôma Bonaparta a jeho manželky, vévodkyně Kateřiny Württemberské.

## Život

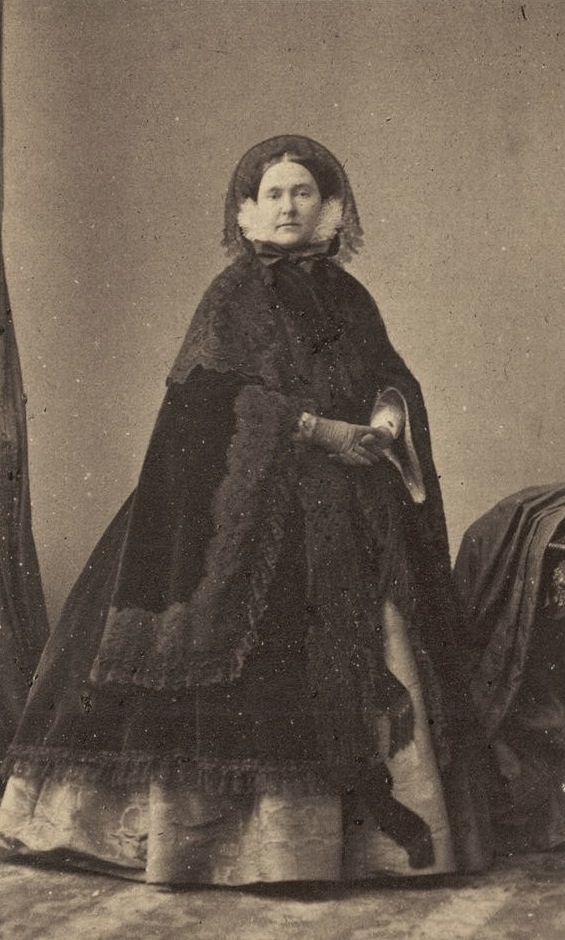
Fotografie Matyldy Bonaparte

### Mládí
Matylda Leticie Vilemína Bonaparte se narodila v italském Terstu, když byli její rodiče Kateřina a Jérôme v exilu. Vychovávána byla ale střídavě ve Florencii a Římě. Roku 1835 byla zasnoubena se svým bratrancem, budoucím francouzským císařem a později diktátorem Napoleonem III., avšak ten byl na krátkou dobu uvězněn v pevnosti Ham a sňatek se tedy nekonal. Místo toho se provdala za bohatého ruského magnáta Anatola Demidoffa di San Donato. Na žádost Matyldina otce byl Anatol velkovévodou Leopoldem II. krátce před svatbou jmenován princem. Matyldin otec si to přál proto, aby jeho dceři zůstal titul princezna francouzská. Svatba se odehrála 1. listopadu 1840 v Římě. Pár neměl žádné děti.

### Manželství a pozdější život
Manželství mezi Matyldou a Anatolem bylo velmi bouřlivé, navíc, oba byli tvrdohlaví a trvali na svých názorech. Například Anatol si přál udržovat poměr s milenkou Valentine de Sainte-Aldegonde, což ale Matylda zásadně neschvalovala. V roce 1846 Matylda i se svým novým milencem Emilien de Nieuwerkerkem uprchla ze společného domu do Paříže a to s Anatolovými šperky.
Matyldiným příbuzným byl i Mikuláš I. Pavlovič, tehdejší vládce Ruska, který podporoval Matyldu v jejích střetech s manželem Anatolem. I proto se Anatol rozhodl prožít většinu života mimo domovinu a bez manželky. Nepřestal ale usilovat o vrácení svého majetku, což vedlo k otevřené válce mezi ním, Matyldou a jejími přáteli, při čemž byla využívána i místní média, aby protivníka ztrapnila. Ani na konci života ale Anatol své šperky nezískal zpět.
Matylda Bonaparte žila po většinu svého života v Paříži a věnovala se umění, především ale literatuře. Byla známá svojí nenávistí k etiketě a často k sobě zvala spisovatele a básníky, například Abela Hermanta.
Při pádu monarchie v roce 1870 žila krátce v Belgii, ale brzy se opět do Paříže vrátila. Po celou dobu svého působení ve Francii ale udržovala styky s císařským dvorem v Petrohradu. V roce 1870 Anatol umírá a tři roky nato si Matylda bere umělce a básníka Claudiuse Marcela Popelina (1825–1892). Jako jediná z rodu Bonapartů neopouštěla Francii i po květnu 1886, kdy nová Francouzská republika vyhostila šlechtice z bývalých panovnických dynastií. V roce 1896 byla Mikulášem II. Alexandrovičem a jeho manželkou pozvána na ceremoniál do Invalidovny
Matylda Leticie Vilemína Bonaparte zemřela bez potomků 2. ledna 1904 v Paříži ve věku 83 let.